# Xerospermophilus
Xerospermophilus — рід мишоподібних гризунів з родини вивіркових. Види Xerospermophilus поширені в Мексиці та Сполучених Штатах, у сухих пустельних і степових районах. Етимологія: дав.-гр. ξηρός — «сухий», σπέρμα — «насіння», φίλος — «любитель»

## Морфологічна характеристика
Довжина голови й тулуба 210–320 мм, довжина хвоста 57–113 мм, довжина вух 5–10 мм, довжина задньої лапи 31–46 мм. Забарвлення спини від блідо-коричневого до яскраво-червонувато-коричневого. X. mohavensis і X. tereticaudus не мають помітних позначок. У X. spilosoma й X. perotensis можуть бути світлі плями, які не утворюють рядів плям або смуг. Шерсть коротка і гладка.

## Спосіб життя
Усі види всеїдні і харчуються в основному насінням, листям та іншою зеленою рослинністю, а також комахами, хоча сезонно вони можуть спеціалізуватися на особливо багатих джерелах їжі. Види живуть у норах і зазвичай поодинокі, але X. tereticaudus живе напівколоніально, і тварини частково використовують нори разом.

## Загрози й охорона
Види X. spilosoma й X. tereticaudus класифіковані як такі, що не перебувають під загрозою зникнення (LC), X. mohavensis близький до уразливого стану (NT), X. perotensis — під загрозою вимирання (EN). Найбільшою загрозою є втрата та фрагментація середовища проживання — перетворення середовища проживання на міське, приміське, сільськогосподарське, військове та інше використання людиною.

## Види

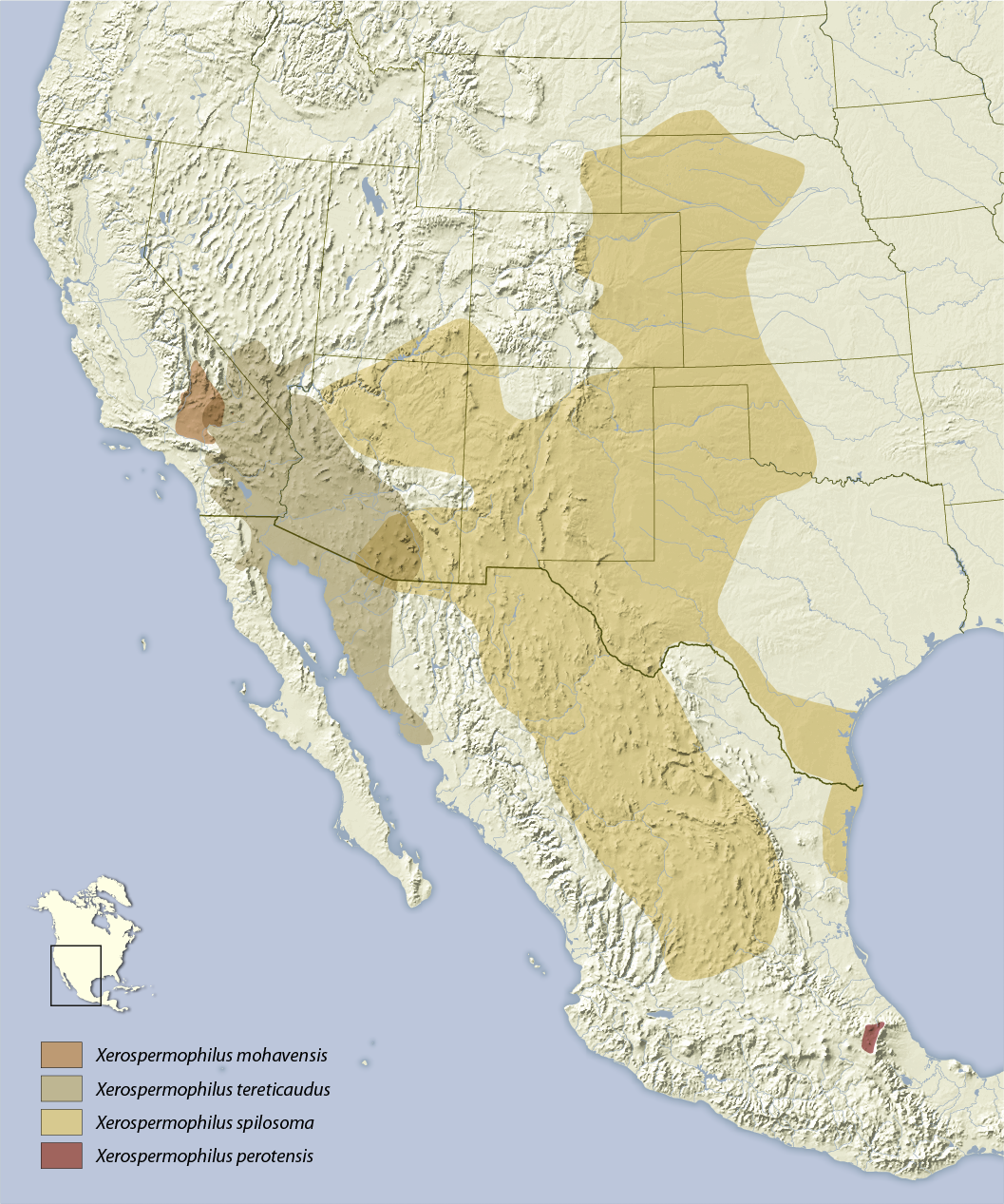

## Види[3]
1. Xerospermophilus mohavensis
2. Xerospermophilus perotensis
3. Xerospermophilus spilosoma
4. Xerospermophilus tereticaudus